# Élections sénatoriales de 2017 dans la Mayenne
Les élections sénatoriales en Mayenne ont lieu le dimanche 24 septembre 2017. Elles ont pour but d'élire les sénateurs représentant le département au Sénat pour un mandat de six années.

## Contexte départemental
Lors des élections sénatoriales du 23 septembre 2011 en Mayenne, deux sénateurs AC ont été élus, Jean Arthuis et François Zocchetto.
Depuis, tous les effectifs du collège électoral des grands électeurs ont été renouvelés, avec les législatives de 2012, les municipales de 2014, les élections départementales de 2015 et  les régionales de 2015.
À la suite des élections européennes de 2014, Jean Arthuis est élu député européen et quitte son mandat de sénateur. Une sénatoriale partielle a lieu en septembre 2014, menant à l'élection d'Élisabeth Doineau, également membre de l'AC.
Conformément à la promesse formulée lors des élections municipales de 2014 François Zocchetto ne se représente pas afin de se consacrer à son mandat de maire de Laval.

## Sénateurs sortants
| Sénateur | Sénateur           | Parti | Fonctions lors de l'élection en 2011              |
| -------- | ------------------ | ----- | ------------------------------------------------- |
|          | Élisabeth Doineau  | UDI   | Conseillère régionale, conseillère départementale |
|          | François Zocchetto | UDI   | Conseiller régional, adjoint au maire de Laval    |

## Présentation des candidats et des suppléants
Les nouveaux représentants sont élus pour une législature de six ans au suffrage universel indirect par les 890 grands électeurs du département. En Mayenne, les sénateurs sont élus au scrutin majoritaire à deux tours. Leur nombre reste inchangé et deux sénateurs sont à élire.
| T/S | Candidats | Candidats                  | Parti | Principale fonction                                                       |
| --- | --------- | -------------------------- | ----- | ------------------------------------------------------------------------- |
| T   |           | Aurélien Guillot           | PCF   | Conseiller municipal de Laval                                             |
| S   |           | Tiphaine Leroi-Charron     | PCF   |                                                                           |
| T   |           | Claude Gourvil             | EÉLV  | Conseiller municipal de Laval                                             |
| S   |           | Sophie Leterrier           | EÉLV  |                                                                           |
| T   |           | Benoît Quintard            | PS    | Maire de Deux-Évailles                                                    |
| S   |           | Valérie Deneux             | PS    | Adjointe au maire d'Entrammes                                             |
| T   |           | Michel Angot               | LREM  | Maire de Mayenne                                                          |
| S   |           | Christine Dubois           | LREM  | Conseillère départementale, maire de Louvigné                             |
| T   |           | Valérie Hayer              | LREM  | Conseillère départementale, conseillère municipale de Saint-Denis-d'Anjou |
| S   |           | Patrick Soutif             | LREM  | Adjoint au maire du Horps                                                 |
| T   |           | Monique Bourgoin           | LREM  |                                                                           |
| S   |           | Raymond Mauny              | LREM  |                                                                           |
| T   |           | Jean-Marc Allain           | LREM  | Conseiller départemental, maire de Gorron                                 |
| S   |           | Laurence Bouchet-Coquemont | LREM  | Conseillère municipale d'Alexain                                          |
| T   |           | Philippe Henry             | UDI   | Conseiller régional, maire de Château-Gontier                             |
| S   |           | Adélaïde Desjardins        | UDI   | Maire de Saint-Christophe-du-Luat                                         |
| T   |           | Élisabeth Doineau          | UDI   | Sénatrice sortante, conseillère départementale                            |
| S   |           | Gilles Ligot               | UDI   | Maire de Vautorte                                                         |
| T   |           | Moïse Lesage               | DVD   |                                                                           |
| S   |           | Laurence Nickler           | DVD   |                                                                           |
| T   |           | Guillaume Chevrollier      | LR    |                                                                           |
| S   |           | Magali d'Argentré          | LR    | Conseillère départementale, adjointe au maire d'Aron                      |
| T   |           | Jean-Michel Cadenas        | FN    |                                                                           |
| S   |           | Paulette Salmon            | FN    |                                                                           |

## Résultats
| Candidats                | Candidats                | Parti                    | Nuance                   | Premier tour | Premier tour | Second tour | Second tour |
| Candidats                | Candidats                | Parti                    | Nuance                   | Voix         | %            | Voix        | %           |
| ------------------------ | ------------------------ | ------------------------ | ------------------------ | ------------ | ------------ | ----------- | ----------- |
|                          | Élisabeth Doineau        | UDI                      | UDI                      | 577          | 67,49        |             |             |
|                          | Guillaume Chevrollier    | LR                       | LR                       | 296          | 34,62        | 387         | 46,91       |
|                          | Valérie Hayer            | LREM                     | REM                      | 188          | 21,99        | 314         | 38,06       |
| Michel Angot             | LREM                     | REM                      | 148                      | 17,31        | Retrait      | Retrait     |             |
|                          | Philippe Henry           | UDI                      | UDI                      | 123          | 14,74        | 117         | 14,18       |
|                          | Benoît Quintard          | PS                       | SOC                      | 75           | 8,77         | Retrait     | Retrait     |
|                          | Jean-Marc Allain         | LREM                     | DVD                      | 69           | 8,07         | Retrait     | Retrait     |
|                          | Claude Gourvil           | EÉLV                     | ECO                      | 52           | 6,08         | Retrait     | Retrait     |
|                          | Monique Bourgoin         | LREM                     | DIV                      | 40           | 4,68         | Retrait     | Retrait     |
|                          | Aurélien Guillot         | PCF                      | COM                      | 16           | 1,87         | Retrait     | Retrait     |
|                          | Jean-Michel Cadenas      | FN                       | FN                       | 13           | 1,52         | 7           | 0,87        |
|                          | Moïse Lesage             | SE                       | DVD                      | 6            | 0,70         | Retrait     | Retrait     |
|                          |                          |                          |                          |              |              |             |             |
| Suffrages exprimés       | Suffrages exprimés       | Suffrages exprimés       | Suffrages exprimés       | 855          | 98,96        | 825         | 94,29       |
| Votes blancs             | Votes blancs             | Votes blancs             | Votes blancs             | 6            | 0,68         | 33          | 3,77        |
| Votes nuls               | Votes nuls               | Votes nuls               | Votes nuls               | 3            | 0,35         | 17          | 1,94        |
| Total                    | Total                    | Total                    | Total                    | 864          | 100          | 875         | 100         |
| Abstention               | Abstention               | Abstention               | Abstention               | 24           | 2,70         | 13          | 1,46        |
| Inscrits / participation | Inscrits / participation | Inscrits / participation | Inscrits / participation | 888          | 97,30        | 888         | 98,54       |